# Clearingstelle Kirche & Umwelt
Die Clearingstelle Kirche & Umwelt war ein  Gemeinschaftsprojekt der Salesianer Don Boscos und der  Kommission für gesellschaftliche und soziale Fragen (Kommission VI) der Deutschen Bischofskonferenz und wurde von der Deutschen Bundesstiftung Umwelt gefördert und unterstützt. Sie wurde im November 1998 an der Philosophisch-Theologischen Hochschule Benediktbeuern in Benediktbeuern eingerichtet und stand unter Leitung von Markus Vogt. Im Frühjahr 2007 wurde die Clearingstelle aufgelöst.
Die Arbeit war grundgelegt von der ebenfalls 1998 erschienenen Schrift „Handeln für die Zukunft der Schöpfung“ der oben genannten Kommission. Daraus ergeben sich folgende Ziele:
- Anregung und Begleitung von Initiativen zur Umsetzung der Schrift „Handeln für die Zukunft der Schöpfung“
- Förderung der Vernetzung kirchlicher und außerkirchlicher Initiativen für eine nachhaltige Entwicklung
- Weiterentwicklung christlicher Umweltethik im interdisziplinären und praxisorientierten Dialog

Die Clearingstelle arbeitete dazu mit kirchlichen und außerkirchlichen Bildungseinrichtungen, kirchlichen Verbänden, Orden sowie Multiplikatoren für Pfarrgemeinden, nicht zuletzt auch mit den Entscheidungsträgern für ökologisches Engagement in Kirche, Staat, Wirtschaft und Gesellschaft zusammen.
Ihre Initiativen lagen in der Förderung des Informationsflusses zwischen allen Ebenen kirchlichen Umweltengagements, in der Beratung kirchlicher und außerkirchlicher Fachgremien, sowie in wissenschaftlichen Veröffentlichungen und Lehrangebote zur Vertiefung christlich-ökologischer Ethik, Bildung und Pastoral, in der Entwicklung von praxisorientierten Arbeitsmaterialien für kirchliche Umweltbildung und Pastoral, in der Durchführung und Mitwirkung bei Tagungen zum Spannungsfeld Mensch-Natur-Technik, im Dialog mit Entscheidungsträgern in Wirtschaft, Politik und Gesellschaft zu christlicher Schöpfungsverantwortung sowie in der Mitwirkung in beispielhaften Projekten für eine nachhaltige Entwicklung in Kirche und Gesellschaft.